# Condado de Franklin (Texas)
O Condado de Franklin é um dos 254 condados do estado americano do Texas. A sede do condado é Mount Vernon, e sua maior cidade é Mount Vernon.
O condado possui uma área de 763 km² (dos quais 24 km² estão cobertos por água), uma população de 9 458 habitantes, e uma densidade populacional de 13 hab/km² (segundo o censo nacional de 2000).
O condado foi fundado em 1875.